# Língua cupópia
A cupópia é um criptoleto falado na comunidade quilombola de Cafundó, em Salto de Pirapora, São Paulo, Brasil. A língua combina a estrutura morfossintática do dialeto caipira, falado nos arredores da comunidade, com cerca de 160 palavras de origem africana (principalmente do quimbundo). A cupópia é usada por oito falantes e somente em situações especiais, por exemplo, diante de estranhos, quando os dialogantes não desejam revelar-lhes o conteúdo da conversa. O uso secreto de falas africanas foi muito comum no Brasil colonial.

## História
Nas proximidades de Sarapuí, em São Paulo, havia a Fazenda Caxambu, herdada por escravos negros em 1879, após seu proprietário falecer sem deixar descendência. Nesta fazenda, desenvolveram-se as versões primitivas da cupópia. Nesta mesma época, surgiu uma outra comunidade de negros alforriados nas cercanias, denominada Cafundó.
Com o casamento de Caetano Manuel de Oliveira, habitante de Caxambu, com Ifigênia, natural do Cafundó, foi iniciado um intercâmbio cultural entre as duas regiões, resultando na expansão da área abrangida pelos falantes da cupópia. 
No começo do século XX, a comunidade de Caxambu foi transportada para a comunidade de Cafundó, que surgiu na época da abolição da escravatura no município de Salto de Pirapora. Assim, no começo do século XX, a cupópia era falada nas duas comunidades. O Caxambu deixou de existir como comunidade negra, estando seus habitantes espalhados em outras regiões de Salto de Pirapora e em periferia de alguns municípios limítrofes, como Sorocaba e Votorantim. Alguns cafundoenses estão também na periferia destas mesmas cidades. No Cafundó, que conta com cerca de 75 habitantes, restaram apenas 7 habitantes ligados historicamente ao Caxambu.
Por influências externas, a língua acabou por cair em desuso em seu local de origem, mas resistindo em Cafundó, onde corre risco de desaparecer. Em seus primeiros registros científicos, em 1978, ela contava com 40 falantes, sendo atualmente preservada entre os caxambuenses mais velhos.

## Classificação
A cupópia é uma língua mista que combina a estrutura morfossintática da variante caipira da região, sendo, distinta do português. O vocabulário de origem caipira ou portuguesa é raramente utilizado, geralmente aplicando-se apenas em forma de empréstimo. Porém, estudos mais recentes, como o de Álvarez López e Jon-And (2017), indicam que as características gramaticais da cupópia não coincidem totalmente com os traços registrados no dialeto caipira falado pelos mesmos indivíduos, mas que são compartilhadas com variedades linguísticas mais reestruturadas.
Segundo historiadores, a cupópia pode ser considerada um anticrioulo por possuir um vocabulário de origem africana que a língua portuguesa não tem, sendo intensamente utilizado sem apelar para o vocabulário português. Um anticrioulo seria, em teoria, o oposto de uma língua crioula.

## Léxico
O léxico da cupópia é formado por algumas palavras do português e cerca de 160 palavras de origem banta, as últimas constituídas em sua maior parte por substantivos. Seguem-se alguns exemplos de palavras de étimo africano:
- andaru (do quimbundo ndalu): fogo
- avere (do quimbundo avele): leite
- cumbe  (do quimbundo rikumbi): sol
- cupopiá (do quimbundo kupupia): falar
- tata (do quimbundo tata): pai

### Expressões
Devido à pequena quantidade de vocábulos, os falantes da cucópia recorreram ao processo de formação de expressões para representar outros objetos. Estas são, em geral, formadas por dois substantivos ligados por uma contração de preposição e artigo, normalmente "do". Exemplos:
- cumbe do téqui: lua; literalmente, sol da noite
- injó do marrupe: quarto; literalmente, casa do sono
- ngobe do andaru: automóvel; literalmente, boi de fogo

Por vezes, utilizam-se palavras não africanas para a formação de algumas expressões:
- respeito do ngobe: arame farpado; literalmente, respeito do boi